# Carmen Avendaño
Carmen Avendaño Otero (Vigo, Pontevedra, 21 de noviembre de 1945) es una activista y política española, conocida por su lucha contra el narcotráfico en Galicia y presidenta y coordinadora de la fundación Érguete-Integración.

## Trayectoria
Ha sido una pionera en la lucha integral contra el narcotráfico, denunciando a los grandes traficantes y organizando planes integrales de rehabilitación e reinserción. Fundó la Federación Provincial y la Federación Gallega de Ayuda al Drogodependiente. A partir de 1995 fue concejala del PSOE en el Ayuntamiento de Vigo y diputada provincial del PSOE en Pontevedra. También fue miembro de la asamblea general de la desaparecida Caixanova y del consejo de administración del Real Club Celta de Vigo. Según el diario El Correo Gallego figuraba en el puesto 94 en la lista de los 125 gallegos más influyentes.
En 2005 fue una de las protagonistas del documental de Cecilia Barriga Ni locas, ni terroristas.

## Premios
Obtuvo el Premio Justicia y Sociedad (1993); el Premio Nacional del PSOE Rosa Manzano; el Premio La Voz de Galicia a la Solidaridad (1998); premio Sardina de Oro del Ayuntamiento de Vigo (1999); Premio Galicia en Femenino de la Junta de Galicia (2002) y le fue entregada por la Reina Sofía la Cruz de Plata de la Orden Civil de la Solidaridad Social (2010) como reconocimiento a su compromiso personal en defensa de los jóvenes afectados por la adicción a las drogas y por su actitud decidida de lucha contra el tráfico de drogas, entre otros.